# Irak címere
Az Iraki Köztársaság címere az Egyiptom által is használt aranysárga színű Szaladin-sas lett. A sas tollai feketék, karmaiban egy zöld színű szalagon az ország neve: الجمهورية العراقية (Al-Dzsumhuríja al-Irakija, azaz Iraki Köztársaság) olvasható. Mellén egy függőlegesen sávos pajzsot helyeztek el a zászló színeinek megfelelően a három zöld csillaggal, mely az Irak, Szíria és Jordánia között tervezett államszövetségre utal. (Ez a szövetség azonban sohasem jött létre.)

## Galéria

Irak címere 1965–1991 között
Irak címere 1991–2004 között
Irak címere 2004–2007 között
Irak jelenlegi címere (2008-tól)